# Elias Nikolaus Ammerbach
Elias Nikolaus Ammerbach (c. 1530 – 29 de enero de 1597) fue un organista Alemán y arreglista de música para órgano de la música del renacimiento.

## Trayectoria
Publicó el libro más antiguo de música para órgano en Alemania y se encuentra entre los compositores con el nombre de coloristas.
Nació en Namburgo, estudió en la Universidad de Leipzig (1548-49) y fue posteriormente contratado como organista en la Iglesia de Santo Tomás en Leipzig, probablemente toda su vida. Se casó tres veces (sus dos primeras mujeres fallecieron). De acuerdo con el prefacio de su publicación de tablatura para órgano de 1571, viajó a países extranjeros para estudiar pero no hay especificaciones.
Ammerbach desarrolló un método de notación musical para teclado, conocido como tablatura, que fue adaptada específicamente para órgano. Su método se divulgó con el nombre de la "nueva tablatura alemana para órgano" y contenía escalas de tonos con símbolos rítmicos por encima.
No se sabe ciertamente si Ammerbach fue compositor; si lo fue, no firmó sus partituras. Sus publicaciones de música en tablatura incluyen arreglos de muchos compositores populares de mitad del siglo XVI, incluyendo Ludwig Senfl, Heinrich Isaac, Josquin des Prez, Clemens non Papa, Orlande de Lassus y otros; Lassus está particularmente muy bien representado gracias a su fama extraordinaria y su presencia en Alemania (estuvo en Múnich entre 1563 y 1594). La mayor parte de la música en las colecciones de Ammerbach tienen impresos títulos en alemán mientras que la sacra permanece en latín. En su última publicación (1583) incluye una cantidad considerable de madrigales italianos arreglados para teclado.